# Allopauropus juberthieorum
Allopauropus juberthieorum är en mångfotingart som beskrevs av Jules Rémy 1960. Allopauropus juberthieorum ingår i släktet småfåfotingar, och familjen fåfotingar. Inga underarter finns listade i Catalogue of Life.